# Các kiểu giao diện trực quan của Windows XP
Các kiểu giao diện của Windows XP (còn được gọi là Các kiểu chủ đề của Windows XP) là các tùy chỉnh của giao diện người dùng đồ họa trực quan cho Windows XP. "Luna", "Royale", "Zune" và "Embedded" là tên mã của các kiểu giao diện chính thức do Microsoft thiết kế cho Windows XP. Các kiểu giao diện tuỳ chọn cũng có sẵn trên Windows XP. "Luna" là giao diện mặc định trên các phiên bản Windows XP Home và Professional, "Royale" trên Windows XP Media Center Edition và "Embedded" đối với Windows Embedded Standard 2009 và Windows Embedded POSReady 2009. Ngoài các kiểu trực quan được cài đặt sẵn, Microsoft đã phát hành các chủ đề bổ sung có sẵn để tải xuống. Các bên thứ ba cũng đã phát hành giao diện, nhưng yêu cầu sửa đổi một số thành phần của Windows để hoạt động. Kiểu giao diện tương thích với tất cả các phiên bản Windows XP ngoại trừ Starter Edition.
So với các phiên bản Windows trước, các kiểu chủ đề mới này tập trung nhiều hơn vào sức hấp dẫn đồ họa của hệ điều hành, sử dụng màu bão hòa và đồ họa raster trên toàn giao diện, với các góc được bo tròn cho cửa sổ.
API kiểu trực quan đã được bổ sung đáng kể trong Windows Vista trở lên.

## Luna
"Luna" (Mặt trăng trong tiếng Latin và nhiều ngôn ngữ khác), tên chính thức: "Windows XP style" là tên mã cho kiểu giao diện mặc định của Windows XP. Giao diện có sẵn trong ba màu: xanh lam (mặc định), xanh ô liu và bạc. Một số người không ưa chủ đề này đã mô tả đây là "giao diện Fisher-Price"

## Windows Classic
Có tên chính thức là "Windows Classic style", đây là giao diện tích hợp sẵn cũng được sử dụng trong các phiên bản Windows trước. Giao diện được sử dụng khi dịch vụ chủ đề bị vô hiệu hoá và trong một số trường hợp nhất định khác, chẳng hạn như cửa sổ bảng điều khiển Win32 hoặc khi khởi động hệ thống ở chế độ Safe mode. Các widget kiểu cổ điển cũng được sử dụng cho các ứng dụng không nhận biết được chủ đề mặc dù đã bật tính năng này. Chủ đề này ít tốn CPU hơn và có hiệu suất tốt hơn, do đó cũng được sử dụng theo mặc định trên Windows Server 2003 cho đến 2008 R2.
So với các phong cách trực quan khác, giao diện hỗ trợ các tùy chọn tùy chỉnh màu sắc và phông chữ lớn hơn. Windows XP bao gồm 22 bảng màu cài sẵn cho phong cách cổ điển. Bốn trong số đó được tối ưu hóa dành cho người khiếm thị. "Windows Standard" là cách phối màu mặc định của Windows ME và Windows 2000. Chủ đề này cũng xuất hiện trên Windows Vista và Windows 7, được đổi tên thành "Windows Classic". Một biến thể tối hơn một chút của lược đồ Standard, được gọi là "Windows Classic", là lược đồ màu mặc định của Windows 98 và xuất hiện trên Windows Vista nhưng không xuất hiện trên Windows 7. Các lược đồ khác đã xuất hiện trên các phiên bản Windows trước. Tuy nhiên, kiểu chủ đề đã bị loai bỏ khỏi Windows Server 2012 và Windows 8, nhưng vẫn tồn tại cho mục đích tương thích ngược.

## Royale
Royale (còn được gọi là kiểu Media Center và Energy Blue) ban đầu được thiết kế cho Windows XP Media Center Edition 2005 và được chuyển sang Windows XP Tablet PC Edition 2005. Royale được đi kèm với một hình nền mới (lấy cảm hứng từ Windows XP Bliss), sống động và giả phản chiếu màu sắc chương trình với màu xanh nước biển và màu xanh lá cây.
Royale ban đầu được phát hành vào tháng 12 năm 2004. Vào ngày 7 tháng 4 năm 2005, Microsoft New Zealand đã cung cấp chủ đề Royale và hình nền cho chủ đề New Zealand có sẵn để tải xuống cho tất cả các phiên bản XP thông qua Windows Genuine Advantage trên trang web của họ nhưng không còn tồn tại vào năm 2019. Vì tính phần mềm miễn phí của giao diện này, giao diện cũng đã có sẵn trên các trang web tải xuống phần mềm, chẳng hạn như Softpedia.
Microsoft cũng đã phát hành Windows Media Player trực quan và skin cùng một lúc. Skin đã được phát hành trong Experience Pack for Tablet PC, nhưng trình cài đặt chỉ được cài đặt trên các thiết bị Windows XP Tablet PC Edition có bản quyền.

## Royale Noir
Royale Noir trông giống như một phiên bản tối của Royale, có màu hơi đen và hơi xanh đến tím. Royale Noir có nút Start màu đen, nút này sẽ chuyển sang màu xanh lục khi di chuột vào. Vì Royale Noir đã bị rò rỉ và không được Microsoft hoàn thiện, nhưng đã được ghi nhận mặc dù một số điểm chưa hoàn hảo.

## Zune
Vài tuần sau khi Royale Noir bị rò rỉ, Zune đã chính thức được phát hành trong gói chủ đề đi kèm với việc phát hành trình phát phương tiện Zune mới của Microsoft. Về phong cách, Zune giống Royale và Royale Noir, hiển thị kiểu bóng từ nâu đến nhạt và là kiểu trực quan đầu tiên được phát hành công khai cho Windows XP có nút Start màu khác với nút start XP màu xanh lá cây.

## Embedded
Windows Embedded Standard 2009 và Windows Embedded POSReady 2009 đi kèm với phong cách trực quan chuyên dụng được gọi là Embedded. Chủ đề này tương tự như Royale, và có sự pha trộn của các màu xanh đậm.

## Watercolor
Có tên mã là "Professional" và chính thức được gọi là "Watercolor button style", Watercolor là một giao diện có mặt trong các bản dựng trước Beta 2 cũng như mã nguồn bị rò rỉ của Windows XP vào tháng 9 năm 2020. Chủ đề gần giống với Windows Classic, có các cạnh sắc nét và tỷ lệ cửa sổ tương tự. Giao diện có phong cách chủ yếu là màu xanh trắng bóng, chủ yếu là phẳng và giữ lại các yếu tố giao diện người dùng nhất định từ phong cách chủ đề Classic.

## Mallard
Chính thức được gọi là "Sample Test Visual Style", Mallard là một chủ đề được thiết kế trong quá trình phát triển Beta 2, trong khi các nhà thiết kế làm việc riêng trên Luna. Giao diện có mặt trong một số bản dựng được cung cấp cho người dùng thử nghiệm, tất cả cuối cùng đều bị rò rỉ trên internet và sau đó xuất hiện trong mã nguồn bị rò rỉ của Windows XP vào tháng 9 năm 2020. Chủ đề có hai cách phối màu là Chartreuse Mongoose, có phong cách chủ yếu là màu xanh lá cây và màu cam, và Blue Lagoon, sử dụng kiểu màu xanh mòng két và màu tím, mặc dù cả hai chủ đề đều có nút start màu cam với thanh tác vụ màu xanh lá cây.

## Candy
Candy là một chủ đề chưa từng được công bố và chưa được phát hành, xuất hiện lần đầu tiên trong mã nguồn bị rò rỉ của Windows XP vào tháng 9 năm 2020. Candy dường như là một bản sao của chủ đề Aqua được tìm thấy trong các phiên bản trước của Mac OS X (10.0 đến 10.6). Theo ảnh chụp màn hình bị rò rỉ, thì chỉ một số yếu tố giao diện người dùng, chẳng hạn như nút, thanh cuộn và menu start  được thiết kế lại để trông giống Mac OS X, trong khi một số khác thì sử dụng phong cách của giao diện Classic.

## Kiểu giao diện của bên thứ ba
Windows chỉ sử dụng kiểu giao diện có chứng chỉ kỹ thuật số hợp lệ của Microsoft  Do đó, các kiểu giao diện của bên thứ ba chỉ có thể được sử dụng nếu một trong các tệp có tên là uxtheme.dll được thay đổi để cho phép các kiểu chủ đề chưa được ký. Microsoft nhận thức được thực tế như vậy và đề xuất cung cấp bản sửa đổi mới hơn của tệp Windows uxtheme.dll trong trường hợp sự cố xảy ra sau khi áp dụng các bản cập nhật riêng của Microsoft cho tệp (thường thông qua gói dịch vụ hệ điều hành).

## Hỗ trợ ứng dụng
Các ứng dụng của bên thứ ba có thể được định cấu hình để hoạt động tốt với các kiểu giao diện trực quan. Theo mặc định, thanh tiêu đề và đường viền cửa sổ của các ứng dụng dựa trên Windows Forms được hiển thị theo kiểu trực quan ưa thích của người dùng, phần còn lại là của giao diện người dùng đồ họa (GUI) của ứng dụng được hiển thị theo kiểu Classic. Điều này là do hai phần khác nhau của GUI được hiển thị bằng hai thư viện phần mềm: thanh tiêu đề và đường viền cửa sổ ("non-client area" hoặc "user controls") sử dụng Windows USER và các phần còn lại ("client area" hoặc "common controls") sử dụng phiên bản 5.8 của Common Controls Library. Phiên bản 6.0 của Common Controls Library chứa cả điều khiển người dùng và điều khiển chung, các nhà phát triển có thể định cấu hình giao diện người dùng của ứng dụng được hiển thị theo kiểu trực quan bằng cách buộc được hiển thị bằng cách sử dụng phiên bản 6.0 của thư viện.